# Ховбоша, Дмитрий Викторович
Дми́трий Ви́кторович Ховбо́ша (укр. Дмитро Вікторович Ховбоша; род. 5 февраля 1989, Меловое, Ворошиловградская область) — украинский футболист, защитник

## Биография

### Клубная карьера
В ДЮФЛ выступал за ЛВУФК (Луганск). 30 мая 2005 года дебютировал в луганской «Заре» в Первой лиге в матче против «Динамо-2» (2:1). 29 марта 2008 года дебютировал в Премьер-лиге в матче против львовских «Карпат» (3:0). В 2011 году перешёл в алчевскую «Сталь». В 2014 году перешёл в свердловский «Шахтёр».
С июня 2016 выступает за армянский ФК Алашкерт. По итогам сезона 2016/17 стал чемпионом Армении.

### Карьера в сборной
В 2005 году выступал за юношескую сборную Украины до 17 лет где провёл 8 матчей.

## Достижения
- Чемпион Армении 2017
- Обладатель Суперкубка Армении 2017

## Статистика
| Сезон   | Клуб           | Лига         | Чемпионат | Чемпионат | Кубок | Кубок | Дубль | Дубль | Еврокубки | Еврокубки |
| Сезон   | Клуб           | Лига         | Игры      | Голы      | Игры  | Голы  | Игры  | Голы  | Игры      | Голы      |
| ------- | -------------- | ------------ | --------- | --------- | ----- | ----- | ----- | ----- | --------- | --------- |
| 2004/05 | Заря (Луганск) | Первая лига  | 1         | 0         | 0     | 0     | —     | —     | —         | —         |
| 2005/06 | Заря (Луганск) | Первая лига  | 0         | 0         | 0     | 0     | —     | —     | —         | —         |
| 2006/07 | Заря (Луганск) | Высшая лига  | 0         | 0         | 0     | 0     | 22    | 0     | —         | —         |
| 2007/08 | Заря (Луганск) | Высшая лига  | 4         | 0         | 1     | 0     | 22    | 0     | —         | —         |
| 2008/09 | Заря (Луганск) | Премьер-лига | 1         | 0         | 0     | 0     | 25    | 1     | —         | —         |
| 2009/10 | Заря (Луганск) | Премьер-лига | 1         | 0         | 0     | 0     | 5     | 1     | —         | —         |